# Palau Barberini

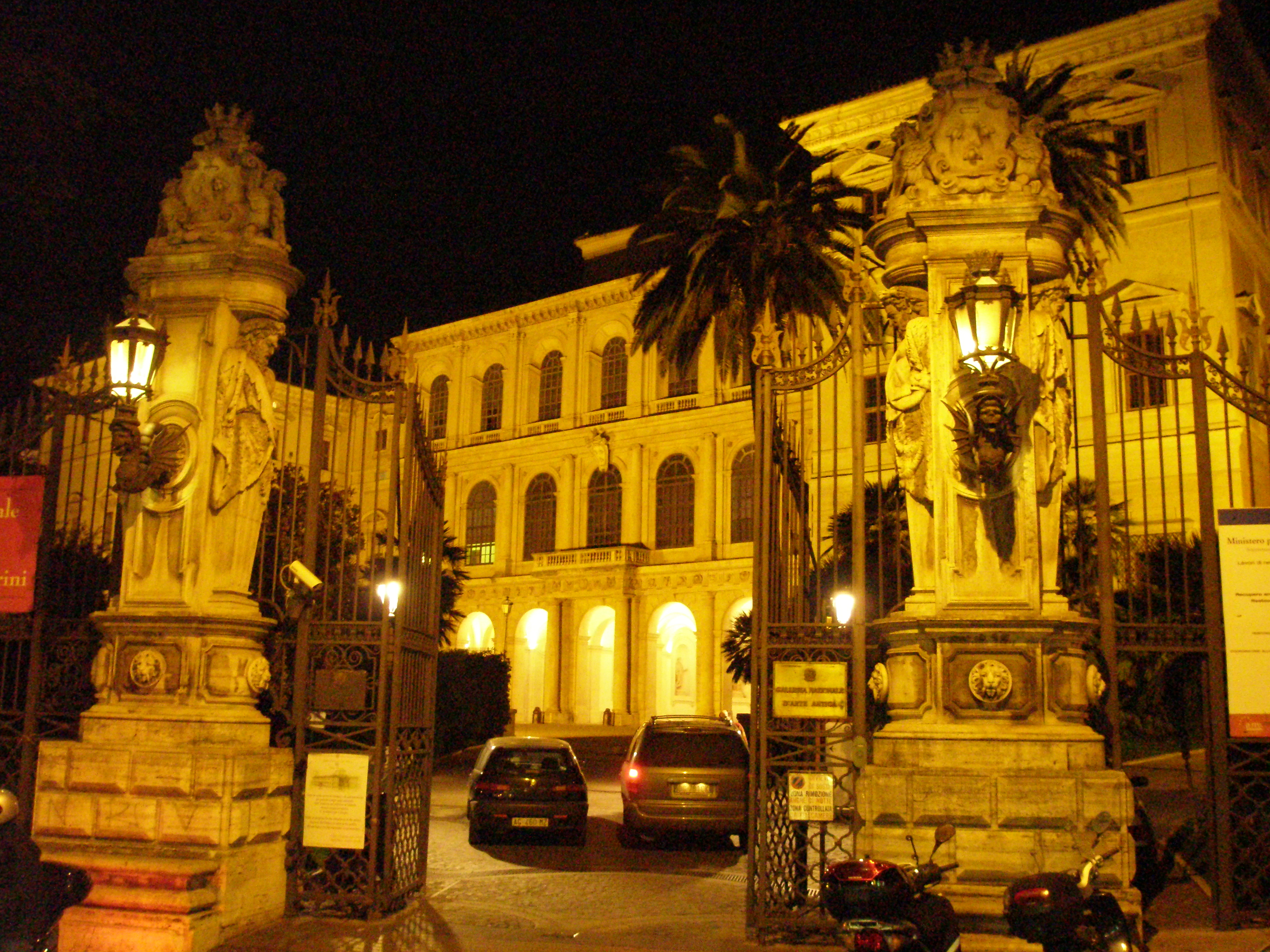
El Palau Barberini, de nit.

El Palau Barberini (Palazzo Barberini, en italià) (Via Barberini, 00184), és un palau construït al segle xvii a Roma per la família Barberini. És una de les dues seus de la Galleria Nazionale d'Arte Antica; l'altra és el Palau Corsini, al barri de Trastevere. El 2007 les col·leccions pictòriques es concentraven en unes poques sales, a l'espera que concloguin les llargues obres de rehabilitació.

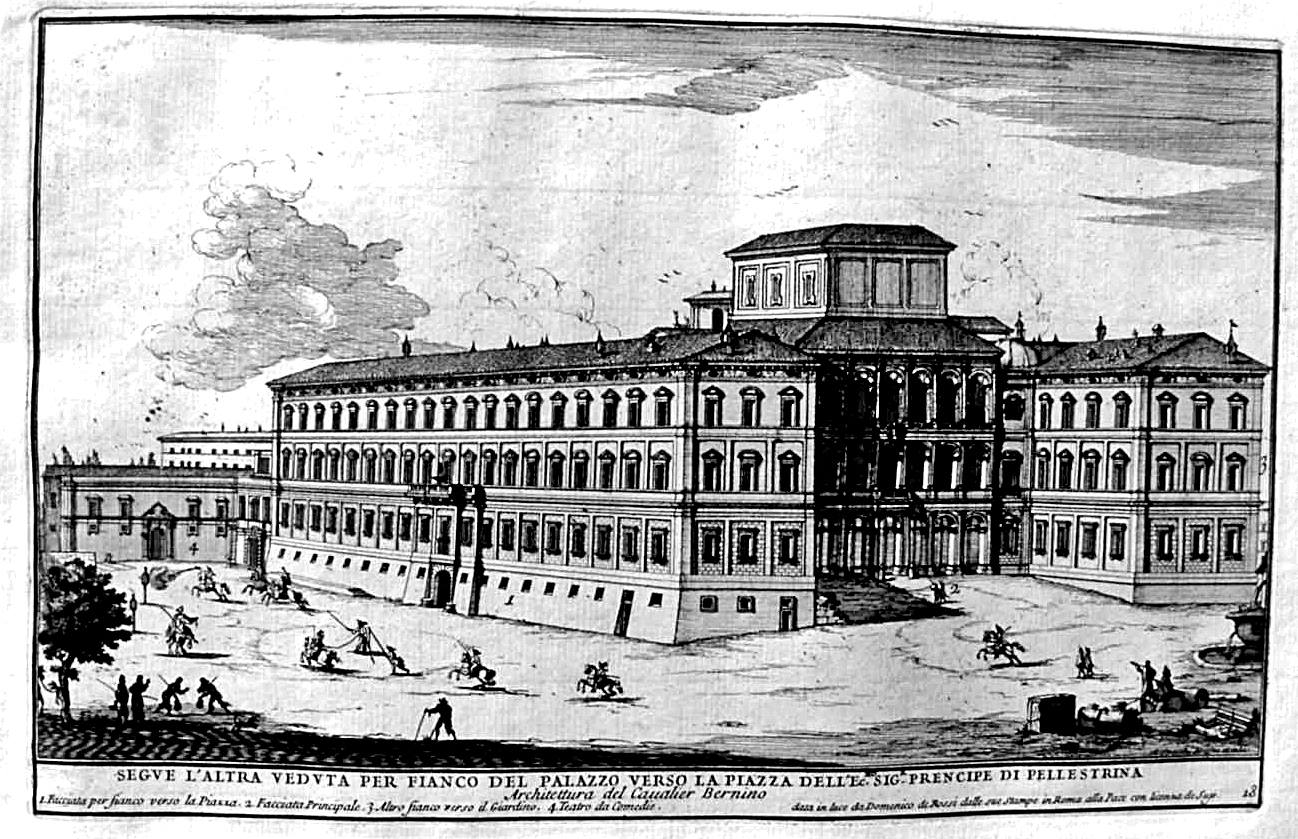
El palau en un gravat del segle XVIII

## Història
Aquest palau, un dels més imponents i significatius del període barroc, va ser iniciat el 1625 per Carlo Maderno ajudat per Borromini, i va ser acabat el 1633 per Gian Lorenzo Bernini, a qui es deu la façana del pòrtic coronat per una doble galeria tancada, flanquejada per vistoses finestres.
De Bernini és també l'escalinata, i de Borromini l'escala el·líptica sota el pòrtic. La volta del saló principal va ser pintada al fresc per Pietro da Cortona (Al·legoria de la Providència Divina) i altre saló alberga el fresc de La saviesa divina, d'Andrea Sacchi.

## La col·lecció
L'edifici és la seu de la Galeria que comprèn una col·lecció de pintura dels segles xiii a xviii. Entre les obres destaquen Històries de Crist de Giovanni da Rímini, Verge amb el Nen i Anunciació de Filippo Lippi, La Magdalena de Piero di Cosimo, La fornarina de Rafael, Retrat de Stefano Colonna de Bronzino, i moltes altres obres de Lotto, Bartolommeo Veneto, Tintoretto, el Greco, Caravaggio (Judith decapitant a Holofernes), Nicolas Poussin, Hans Holbein (Enric VIII d'Anglaterra) i Metsys.
L'apartament Barberini, del segle xviii, que atreu per les seves riques decoracions a l'estil rococó està en el segon pis. En aquesta planta també estan 13 sales dedicades a pintors italians del segle xviii. En dues sales es poden veure les obres del llegat del Duc de Cervinara, dedicades a artistes francesos del segle xviii i la secció d'arts decoratives del segle xviii, amb mobles, porcellanes i vestits de l'època rococó.

## Galeria d'obres

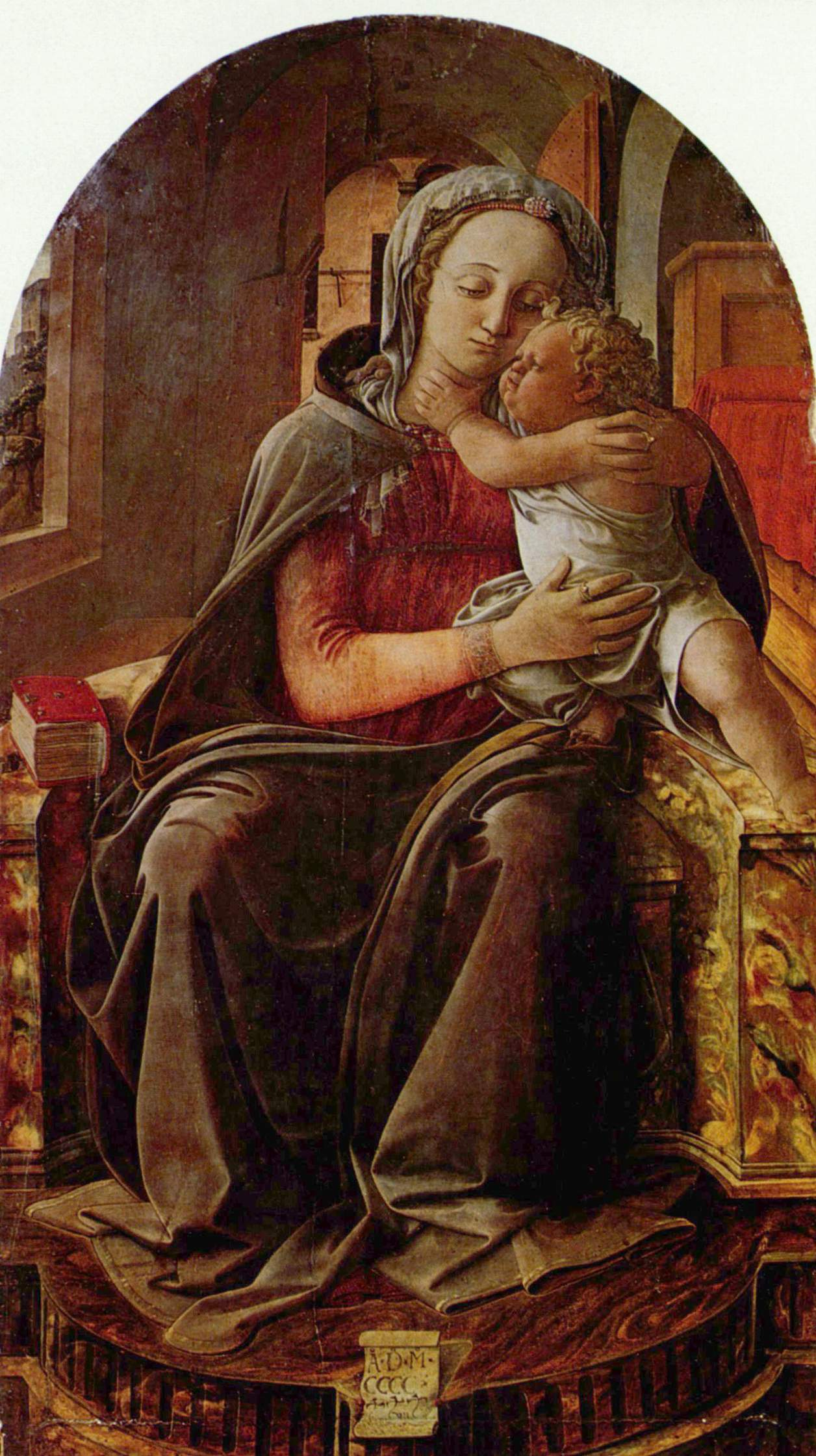
Filippino Lippi, La Verge amb el Nen
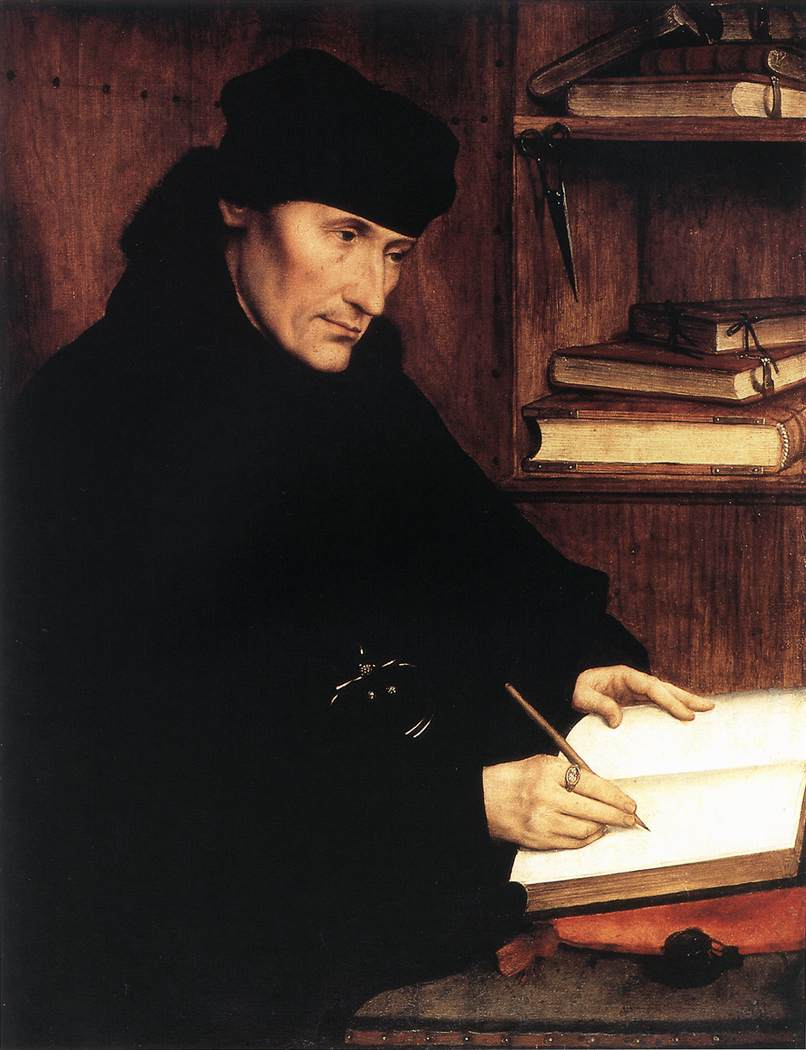
Quentin Massys, Retrat d'Erasme de Rotterdam
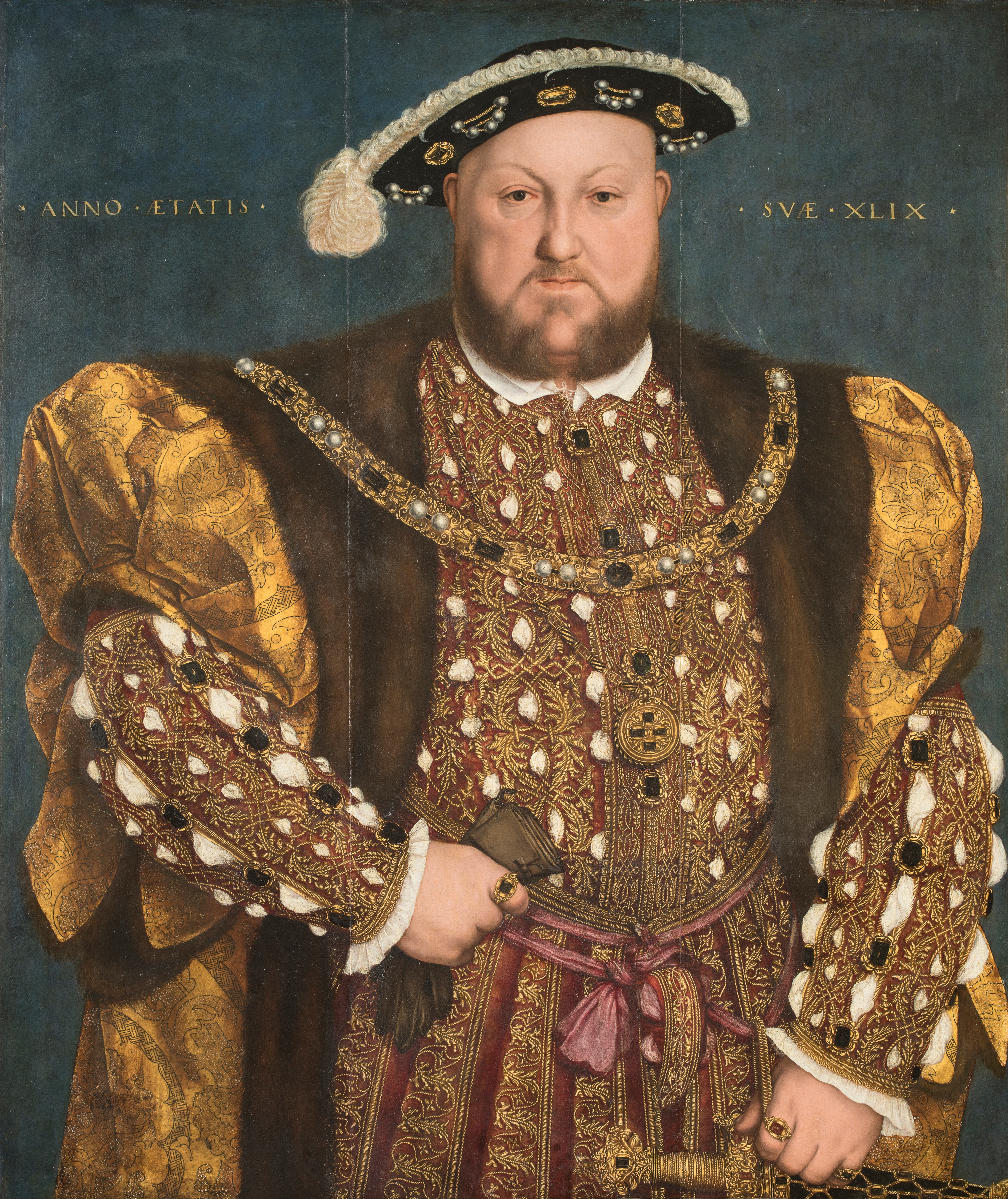
Hans Holbein el Jove, Retrat d'Enric VIII d'Anglaterra
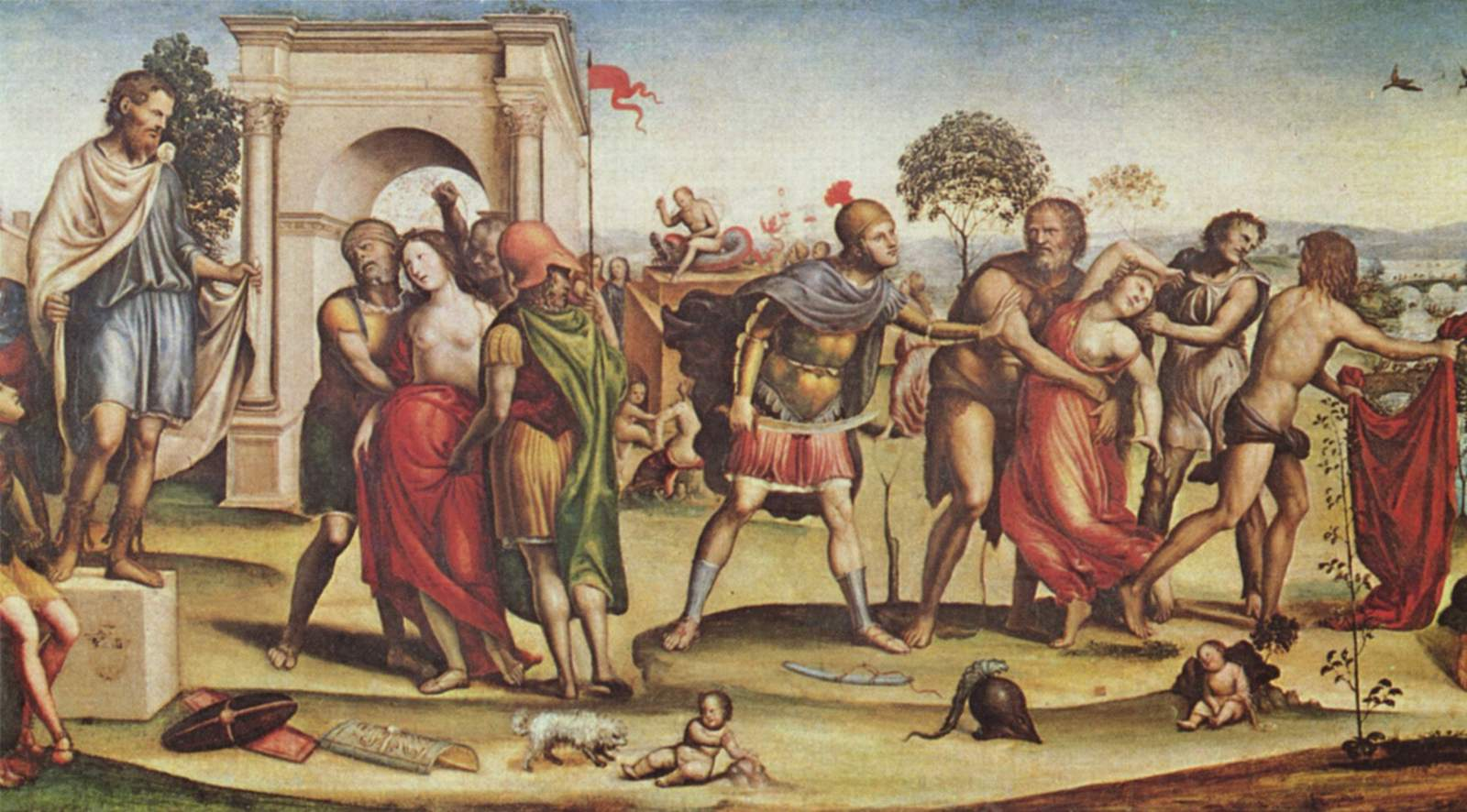
Giovanni Antonio Bazzi (Sodoma), El rapte de les sabines
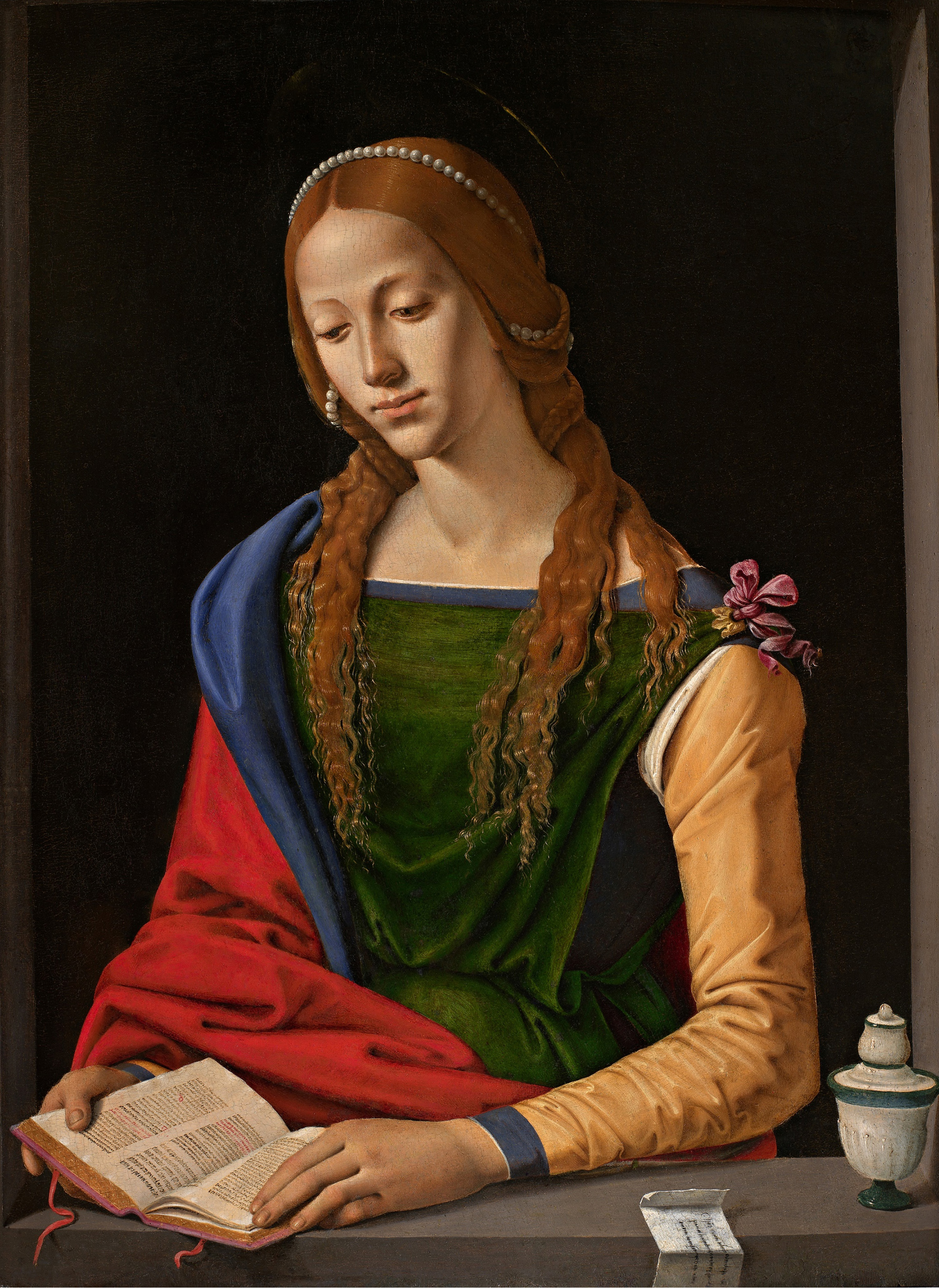
Piero di Cosimo, Maria Magdalena llegint
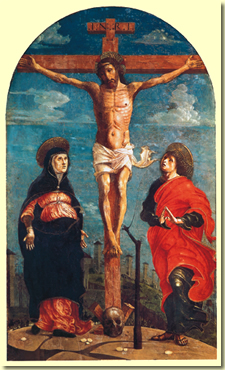
Bernardino Butinone, Crucifixió
Andrea Solario, Dama amb mandolina
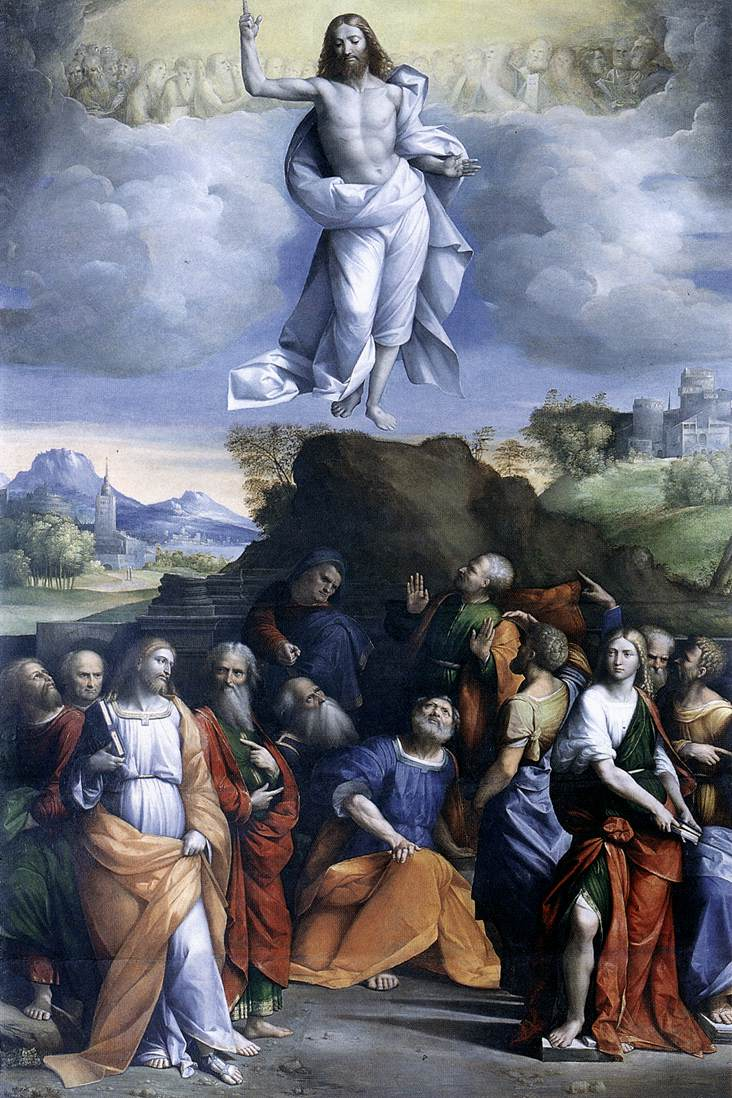
Garofalo, L'ascensió de Crist
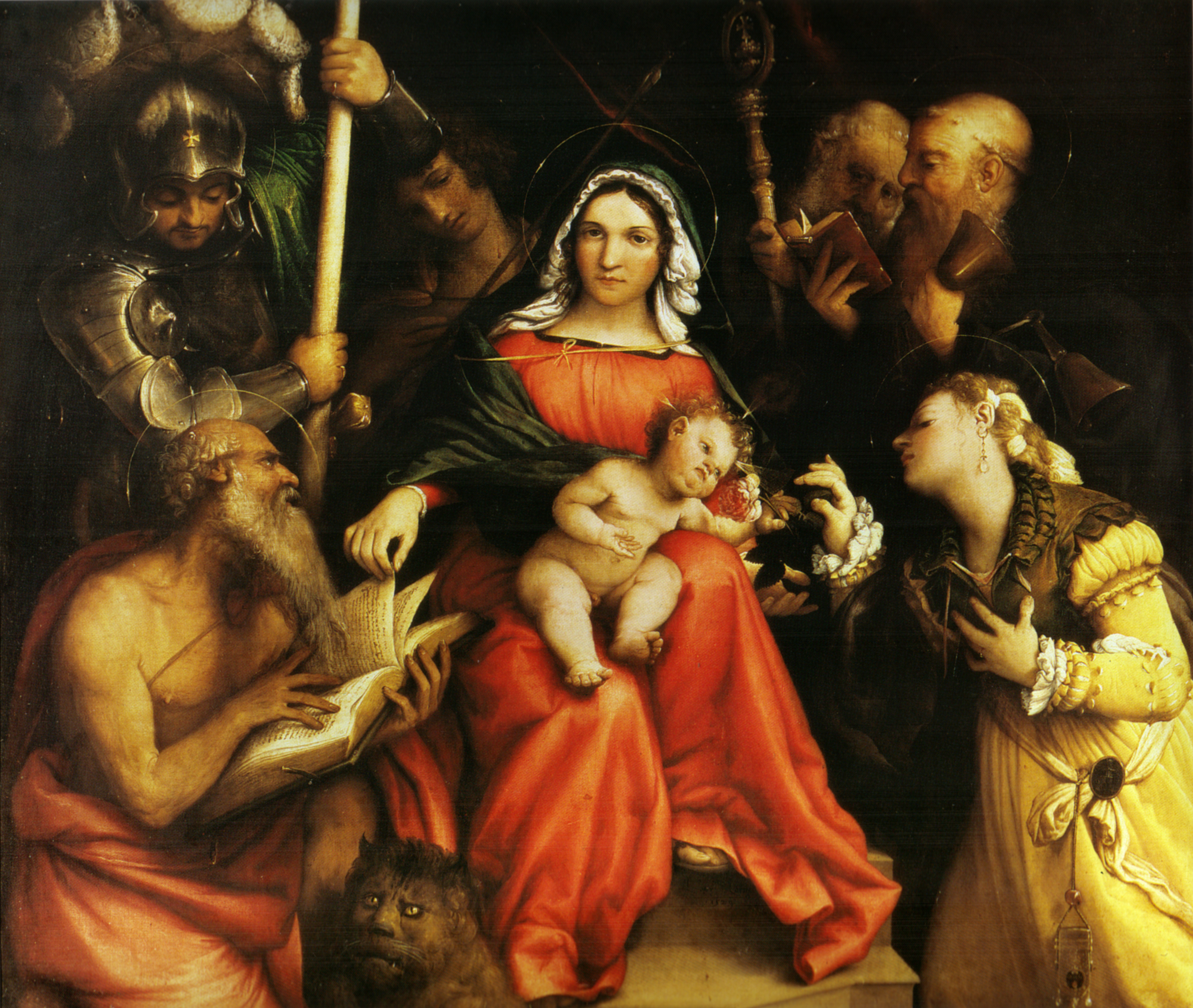
Lorenzo Lotto, La Verge i el nen entre sants
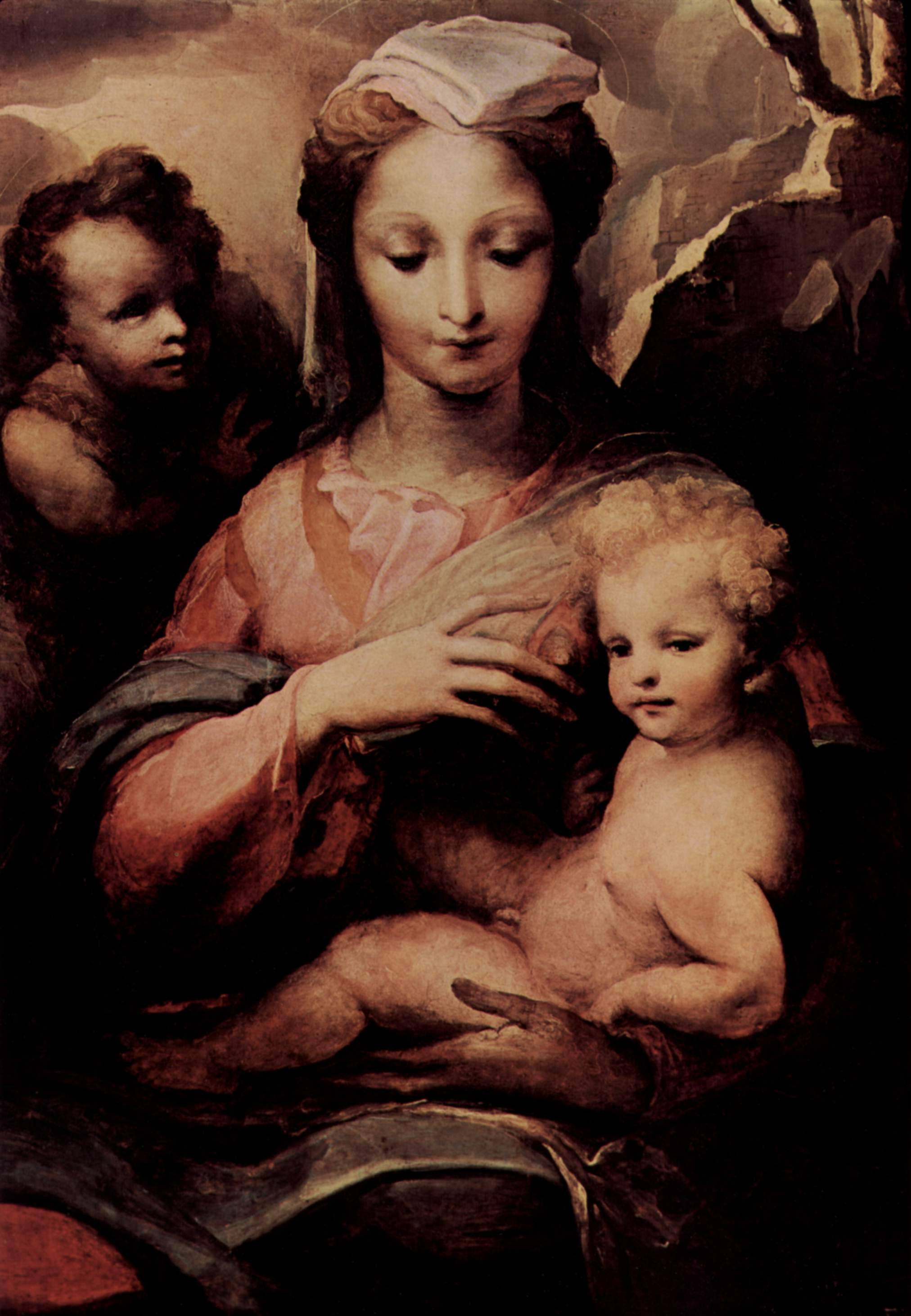
Beccafumi, La Verge amb el nen
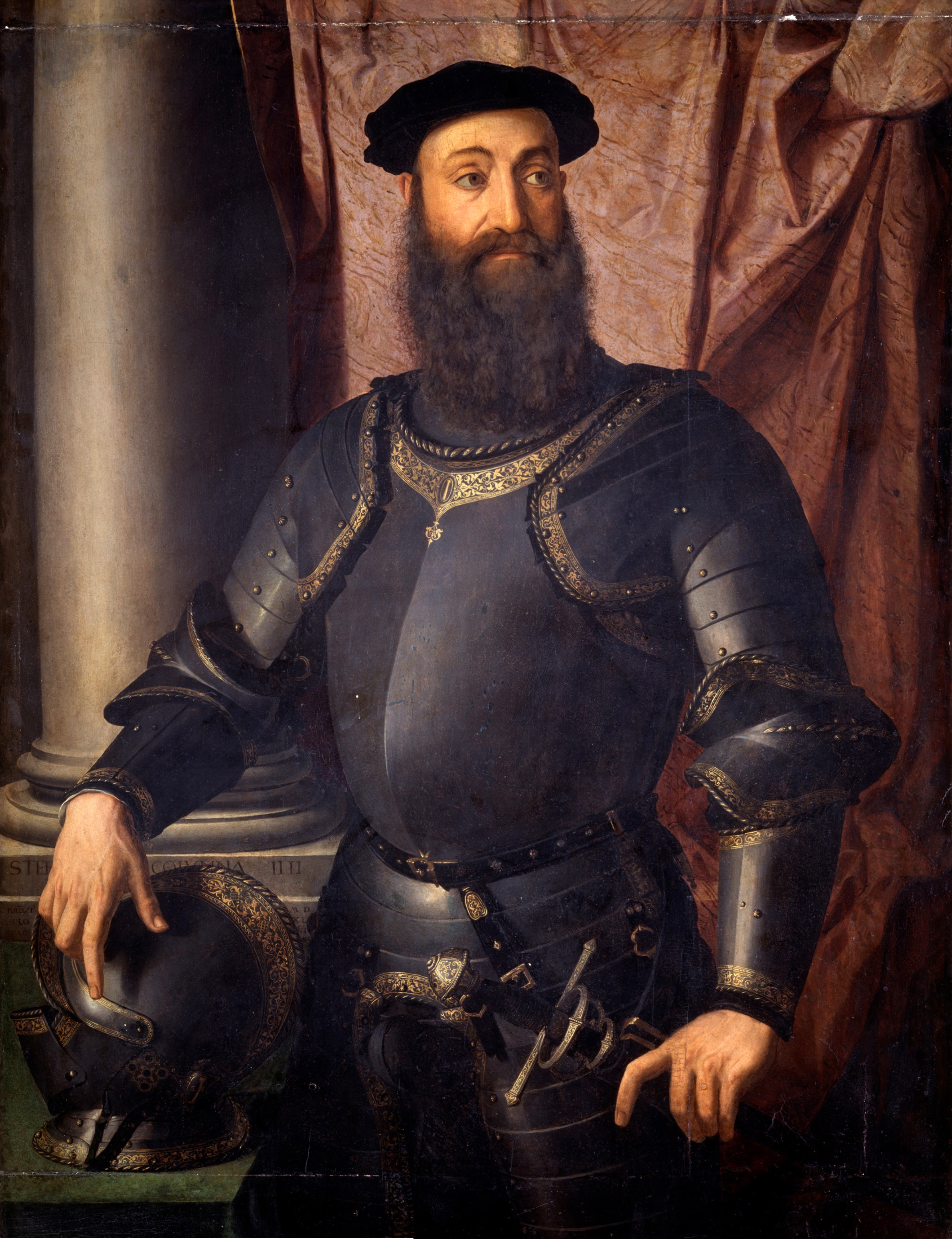
Bronzino, Retrat de Stefano Colonna
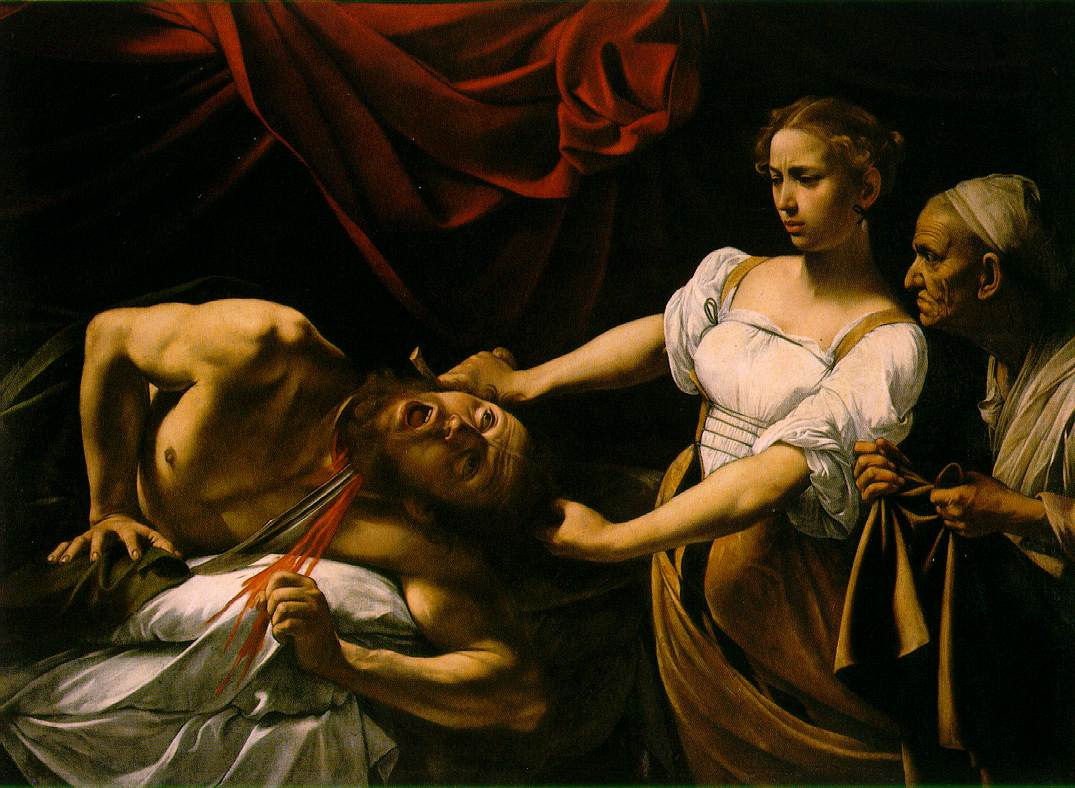
Caravaggio, Judith decapitant a Holofernes
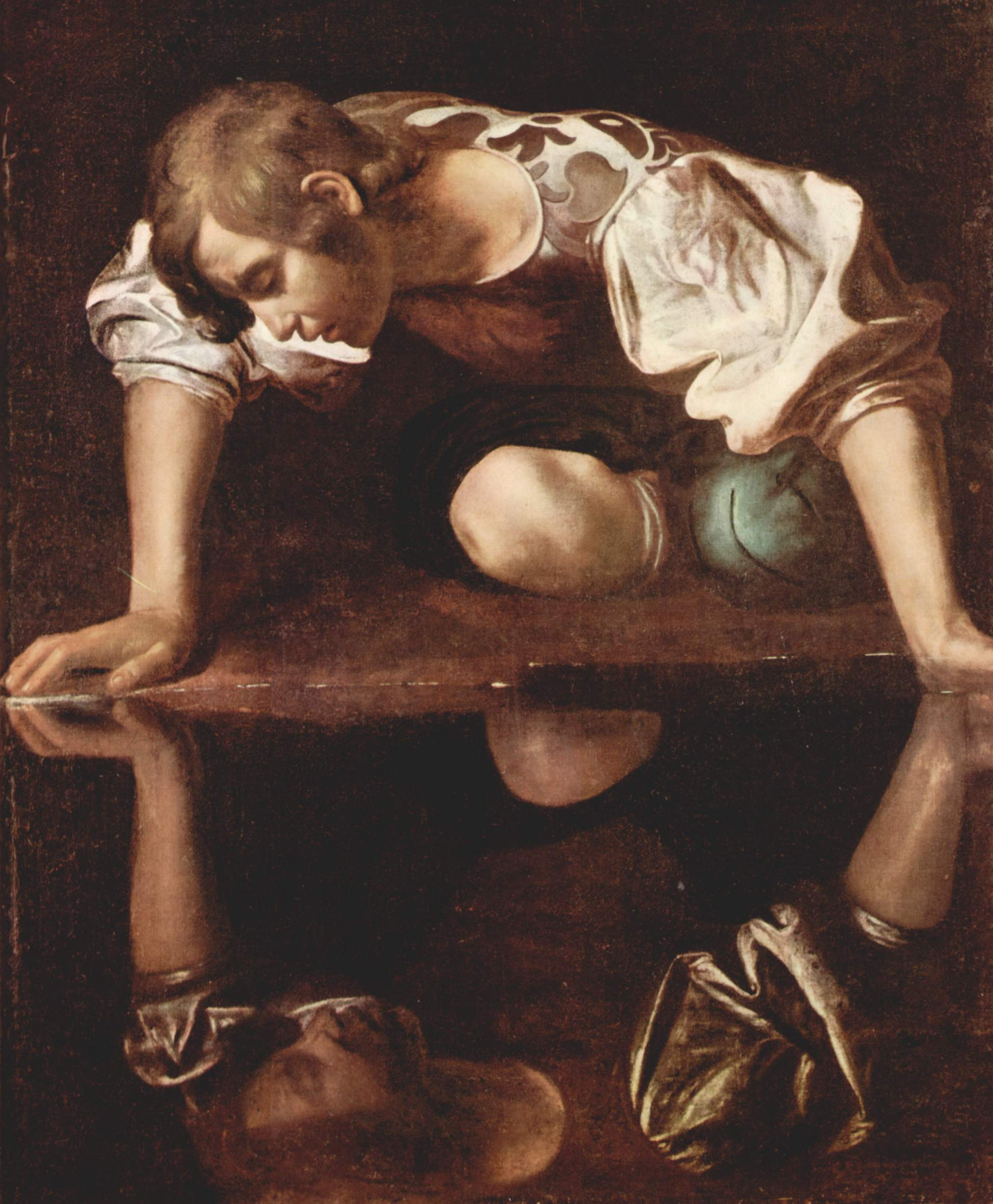
Caravaggio, Narciso
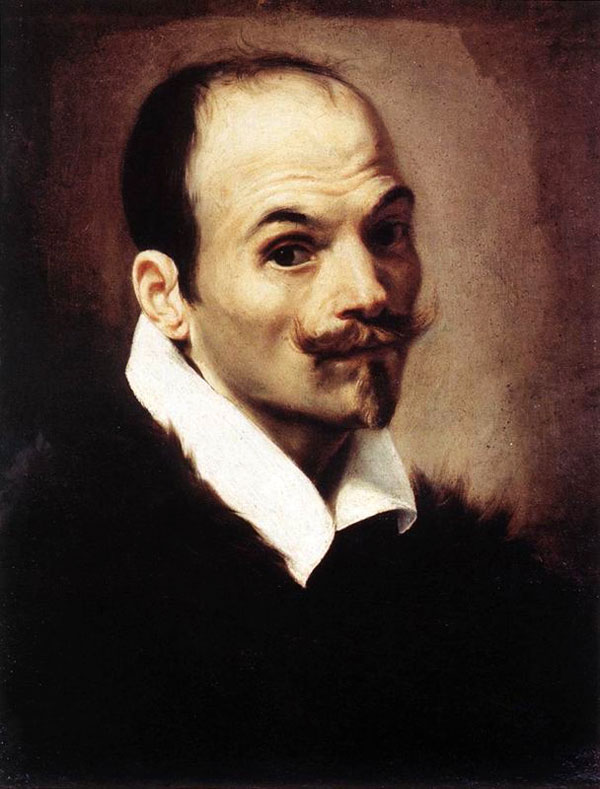
Orazio Borgianni, Autorretrat
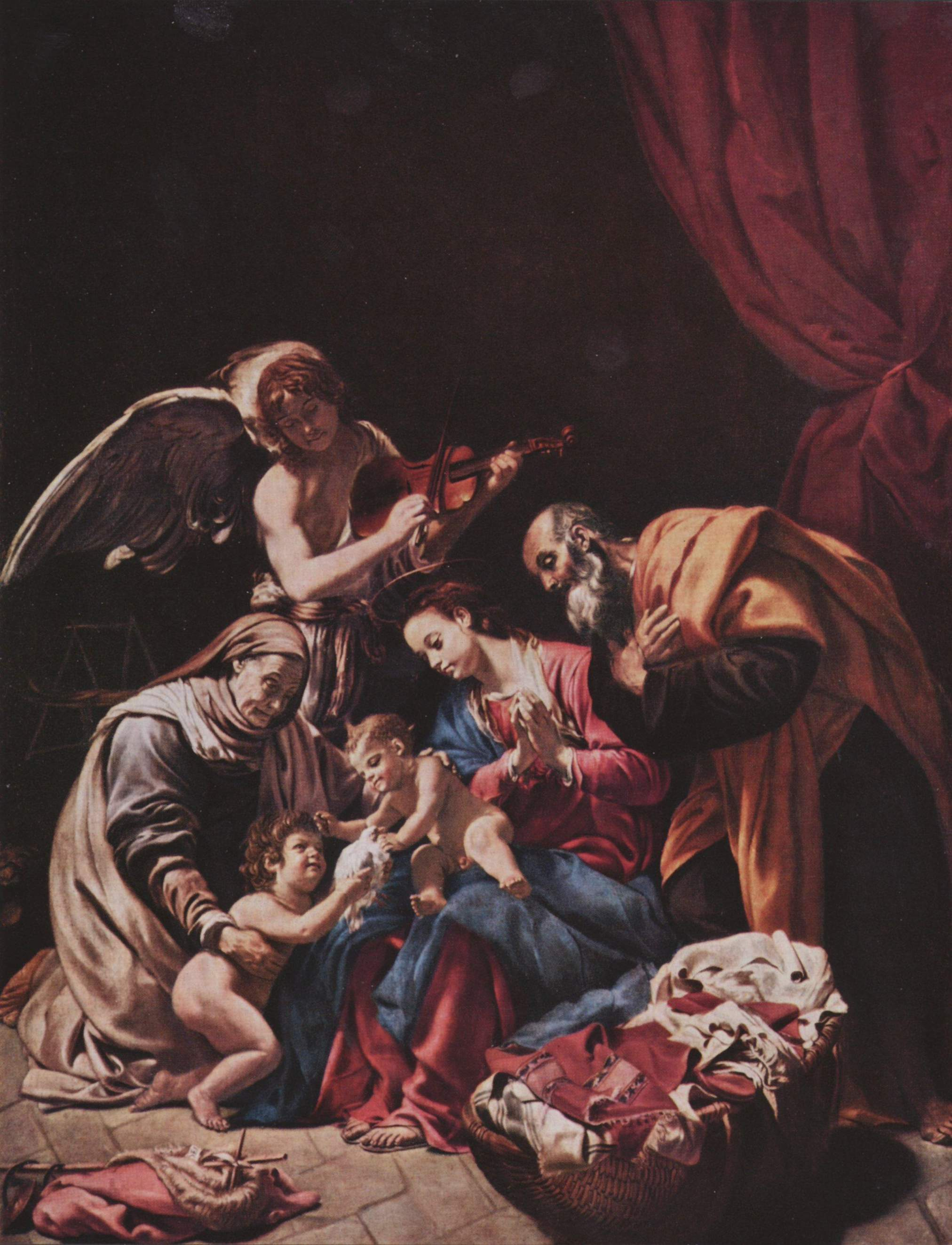
Orazio Borgianni, Sagrada Familia
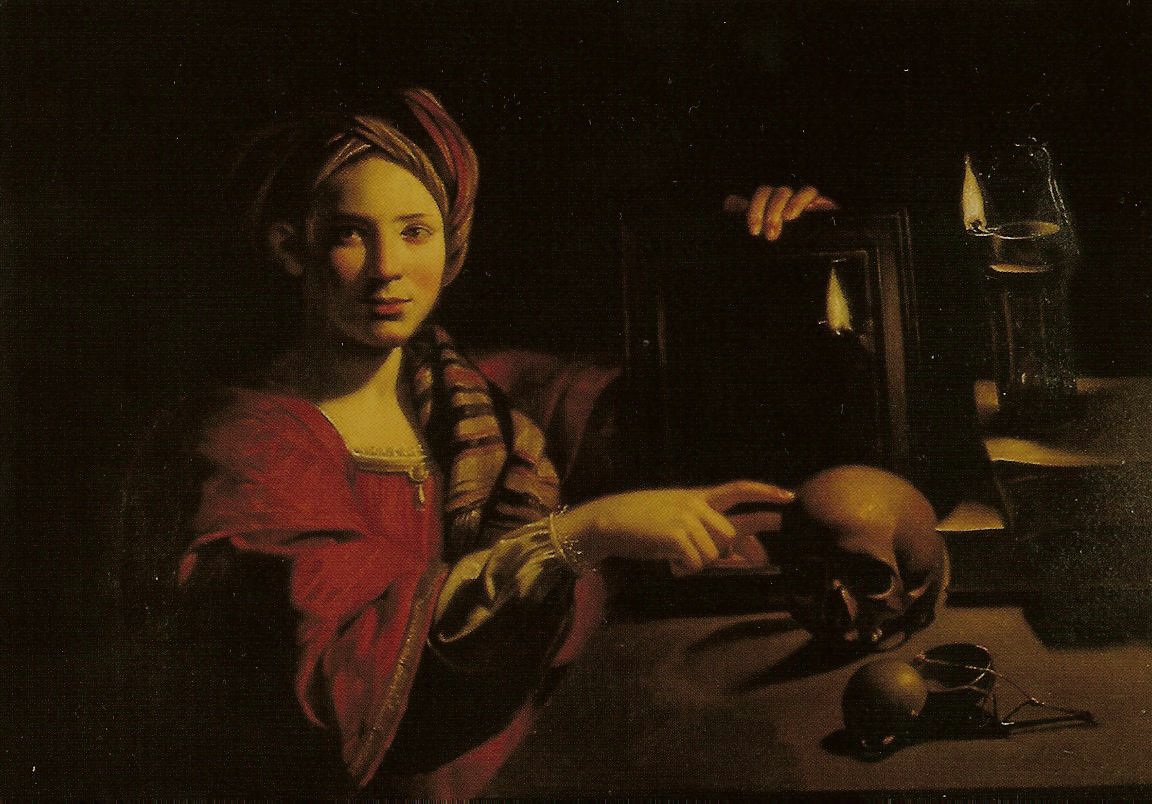
Pintor anònim, Al·legoria de la vanitat
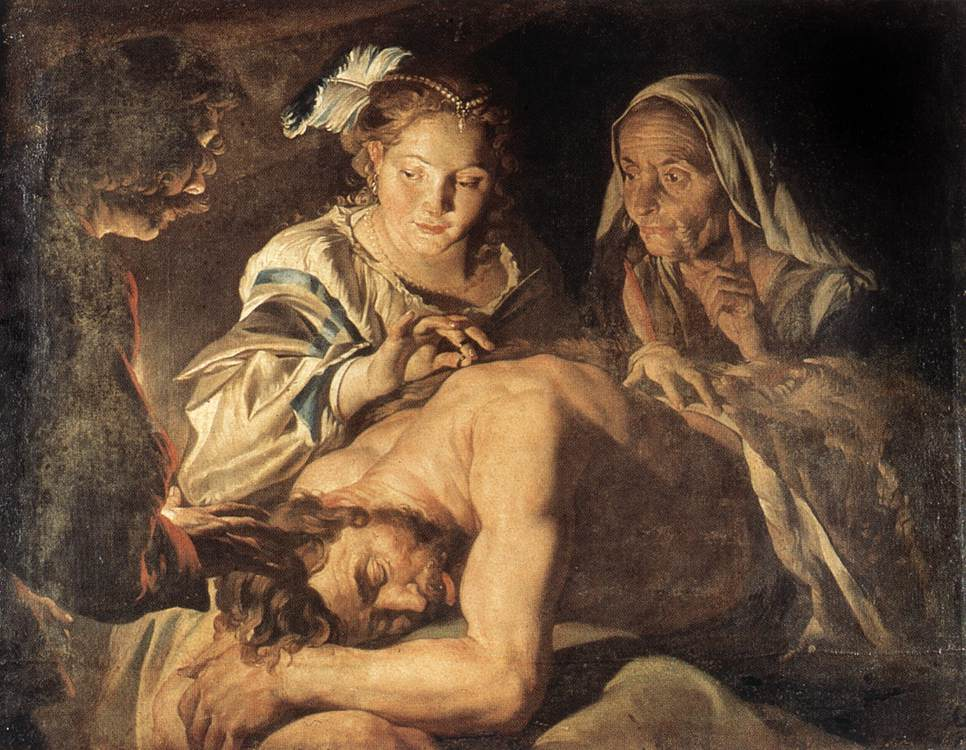
Mathias Stomer, Sansó i Dalila
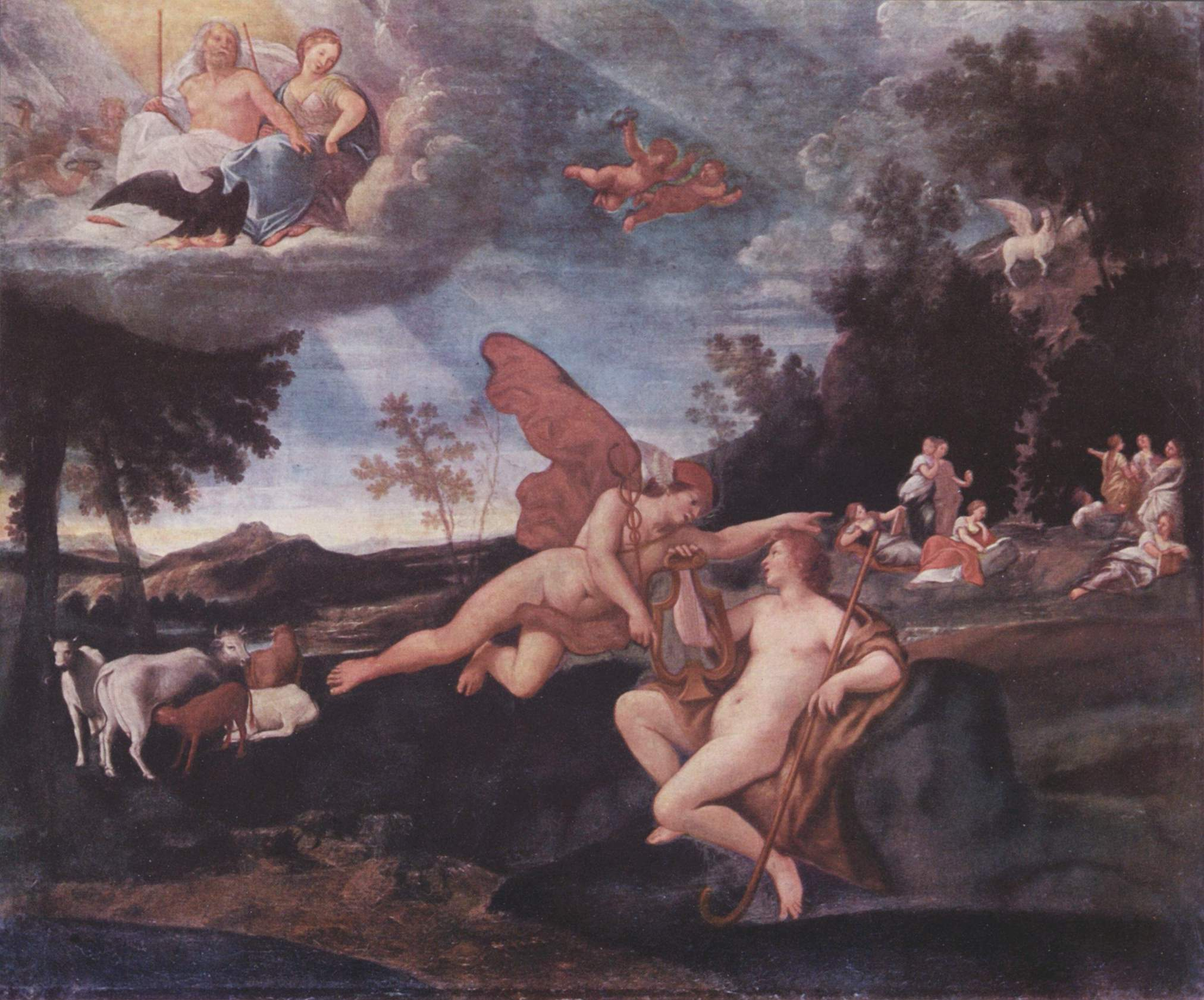
Francesco Albani, Mercuri i Apolo
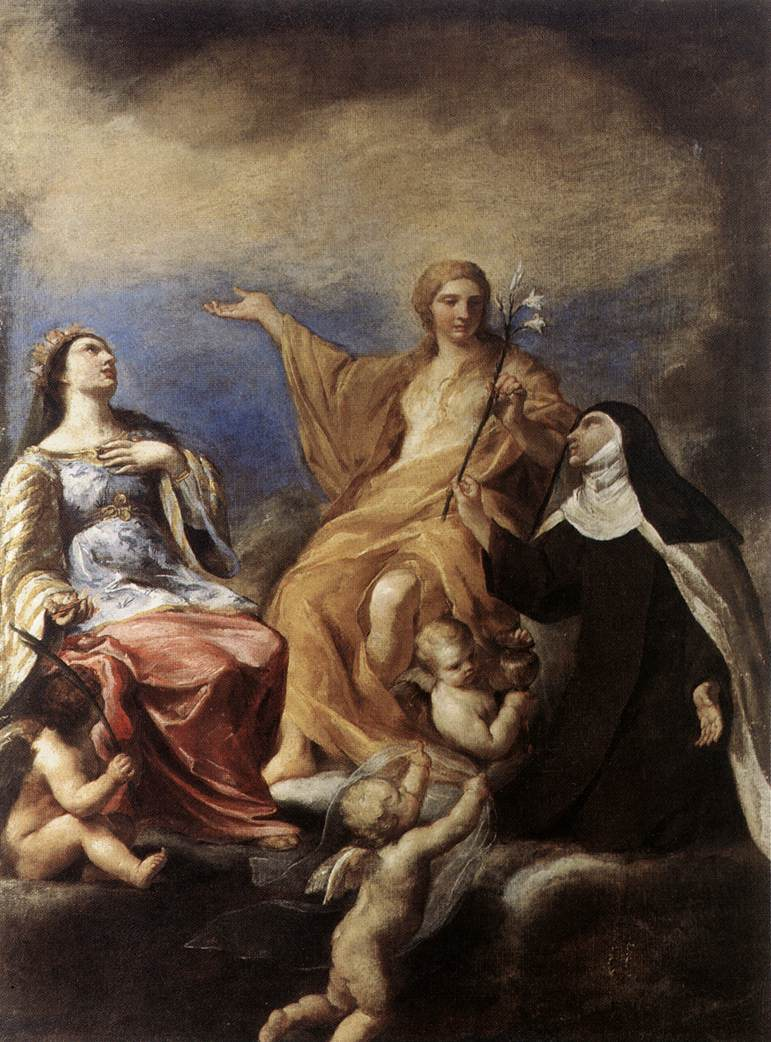
Andrea Sacchi, Les tres Magdalenes
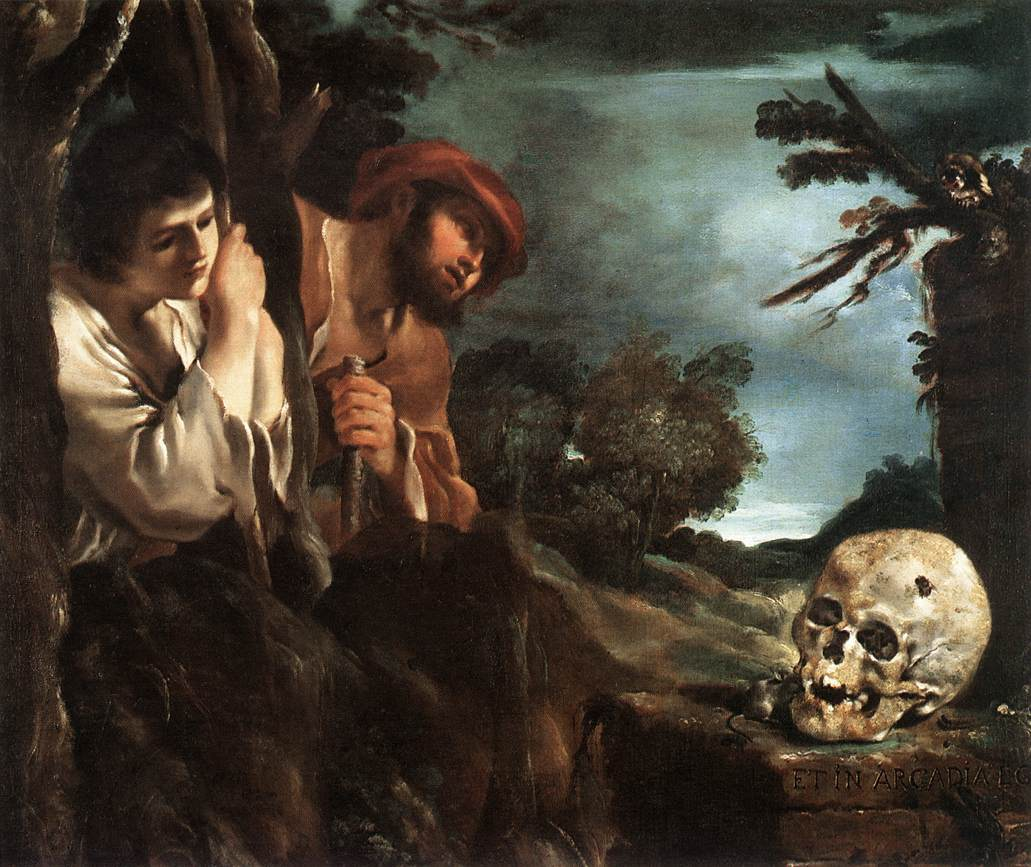
Guercino, Et in Arcadia ego
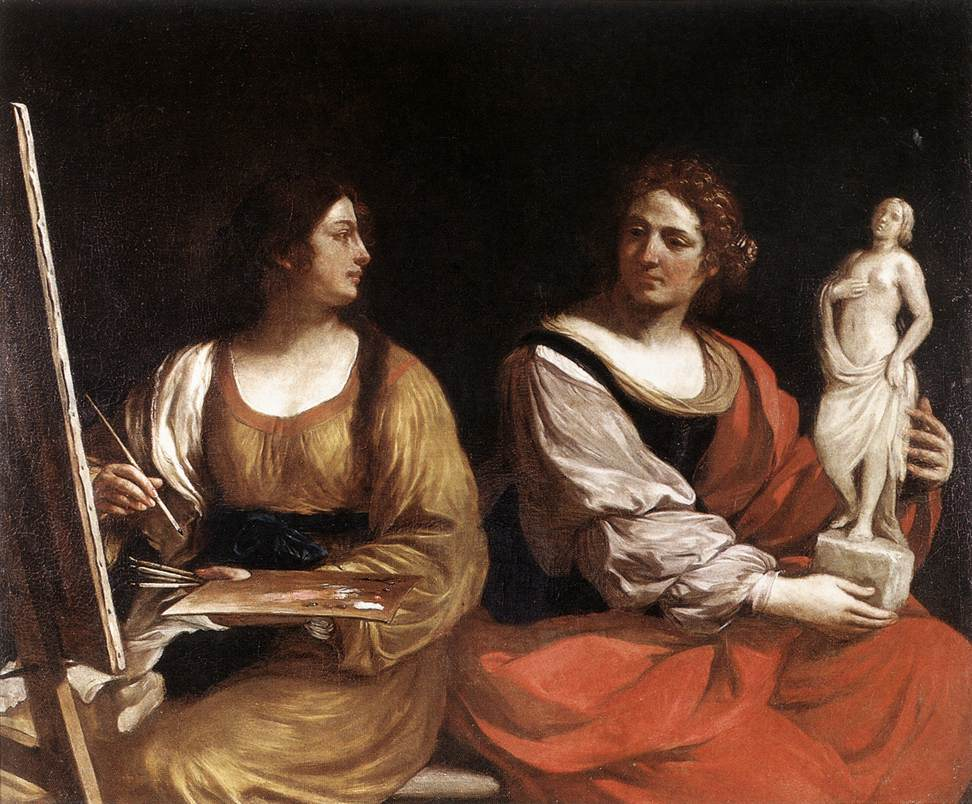
Guercino, Al·legoria de la Pintura i l'Escultura
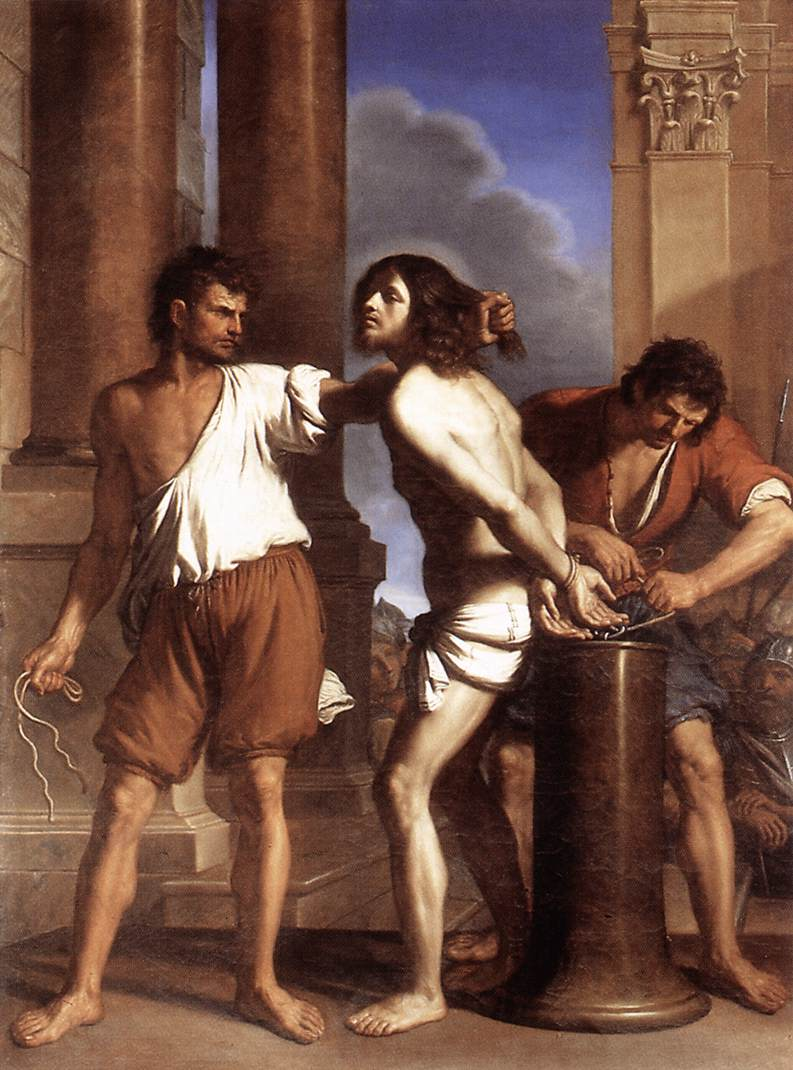
Guercino, La flagelació de Crist
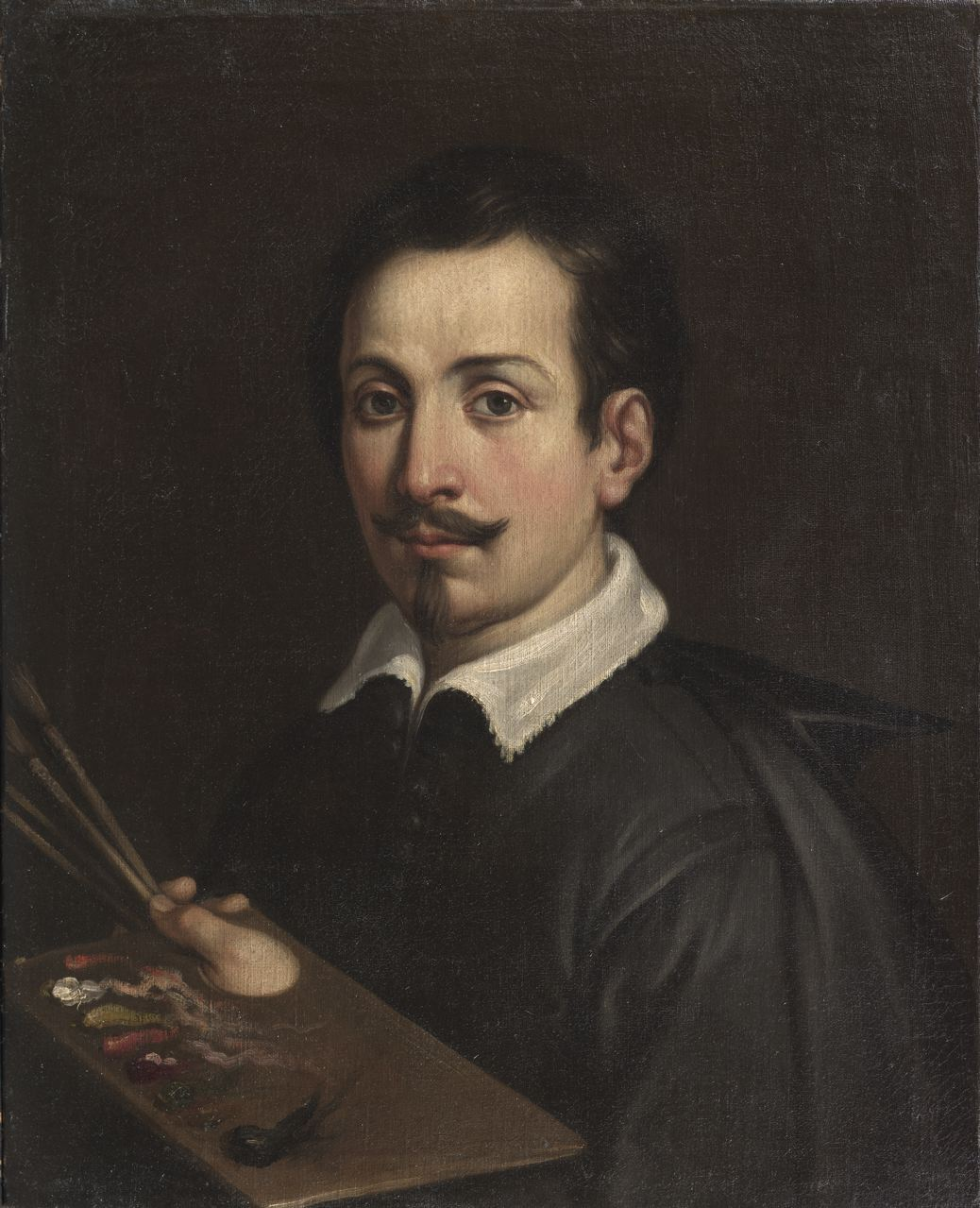
Guido Reni, Autorretrat juvenil
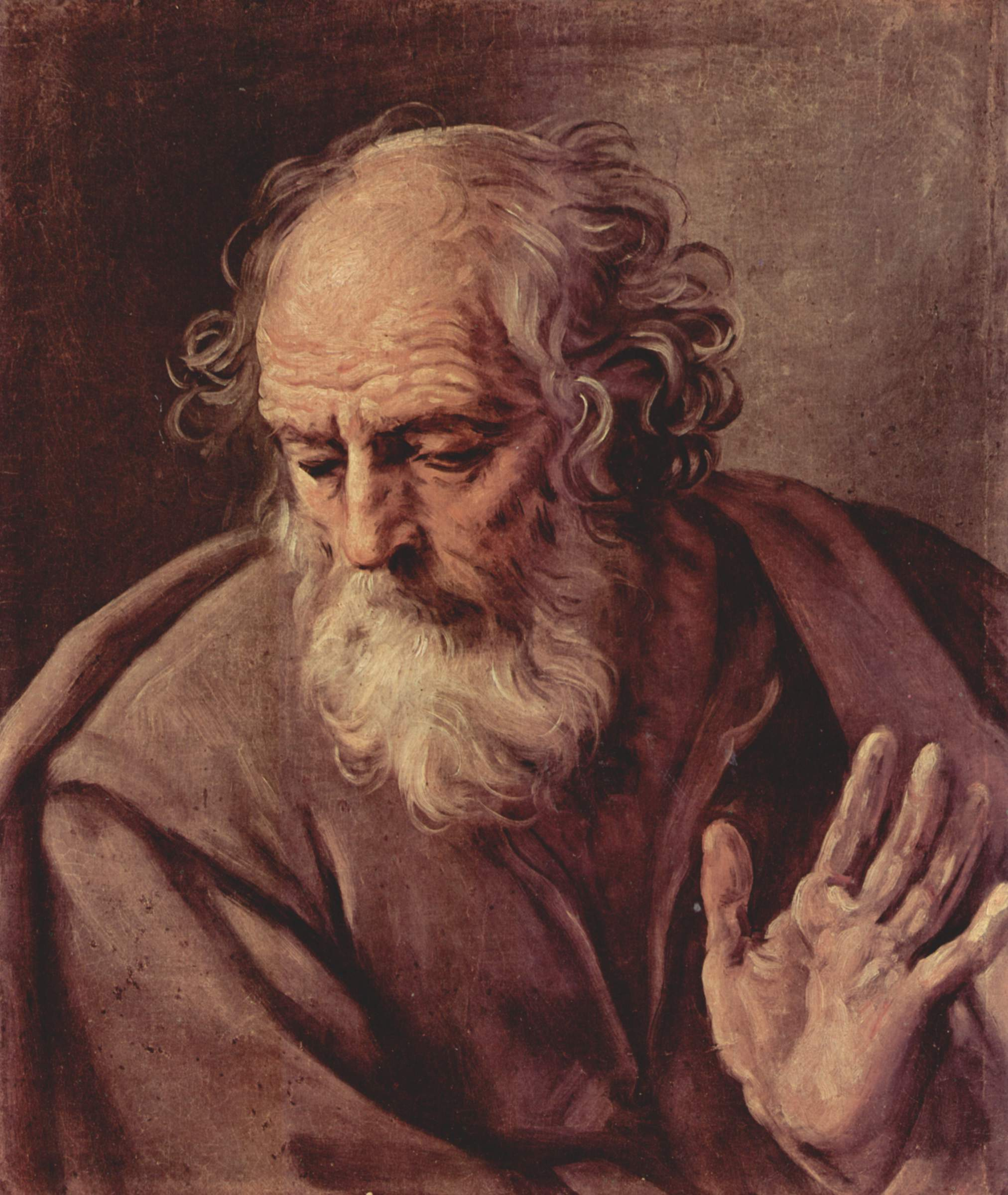
Guido Reni, Sant Josep
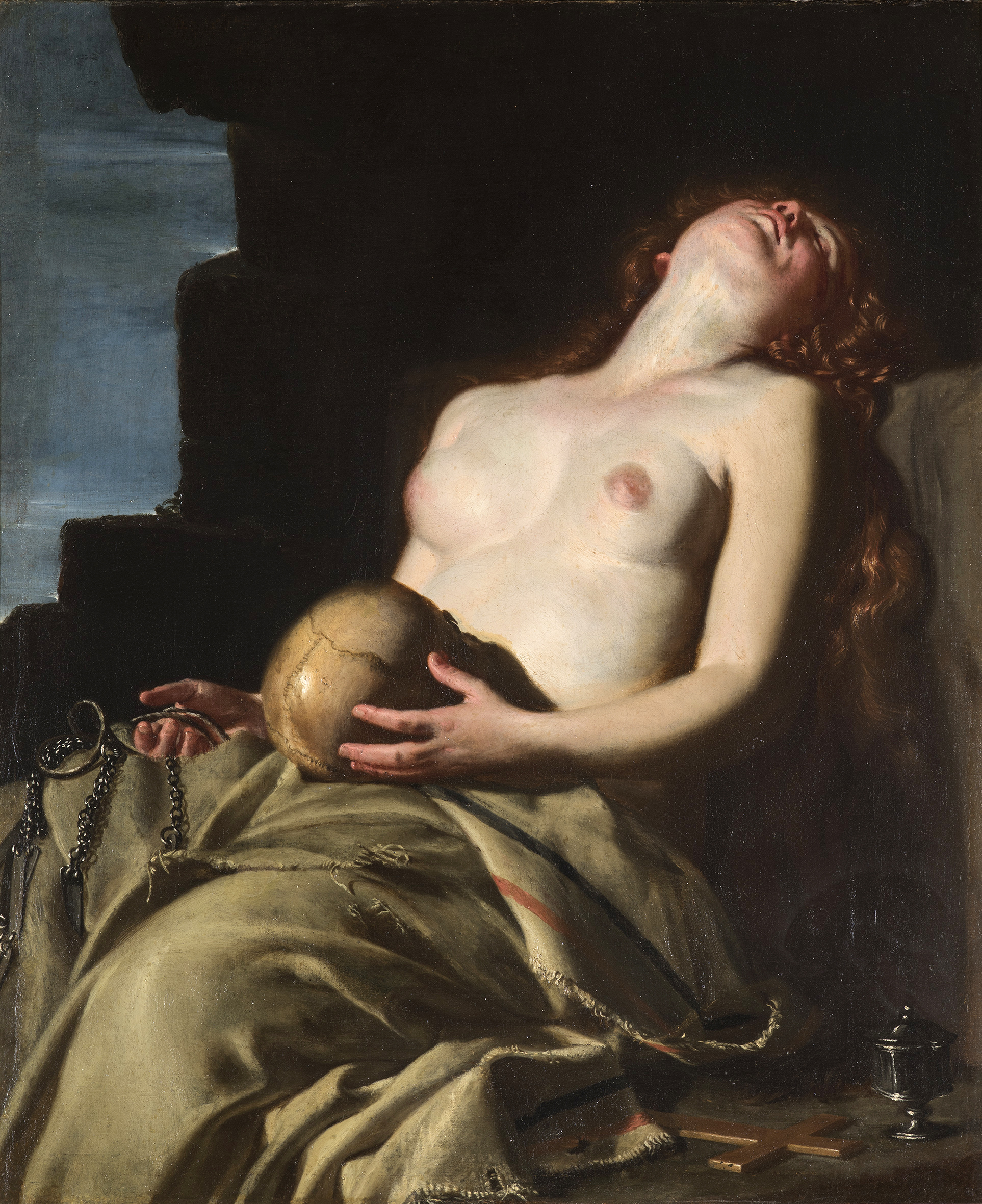
Guido Cagnacci, La Magdalena desmaiada
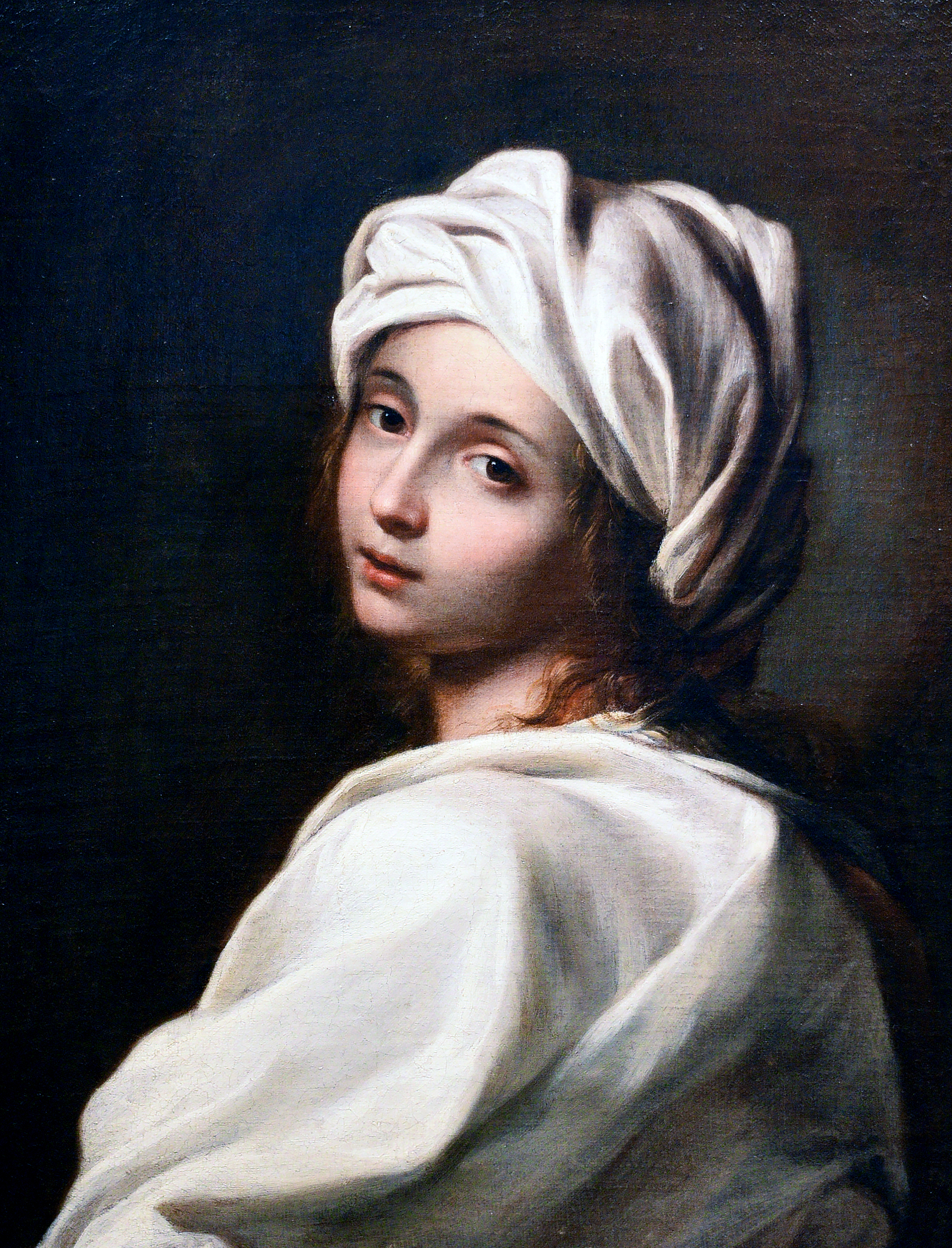
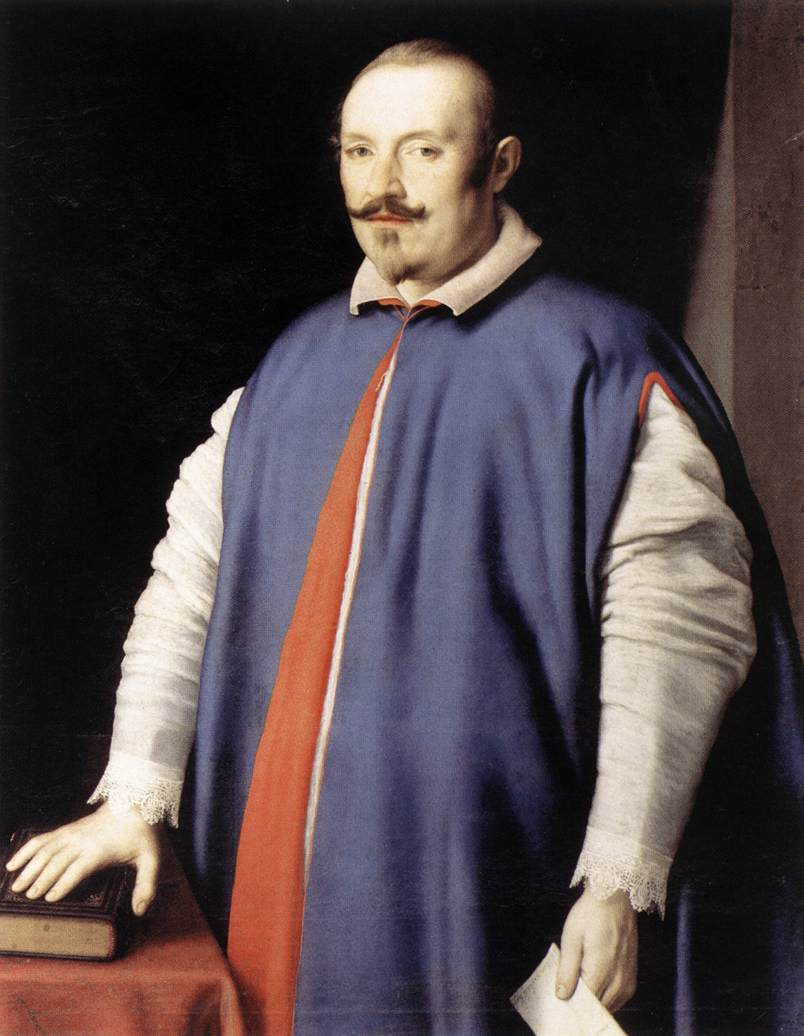
Sassoferrato, Retrat d'Ottaviano Prati
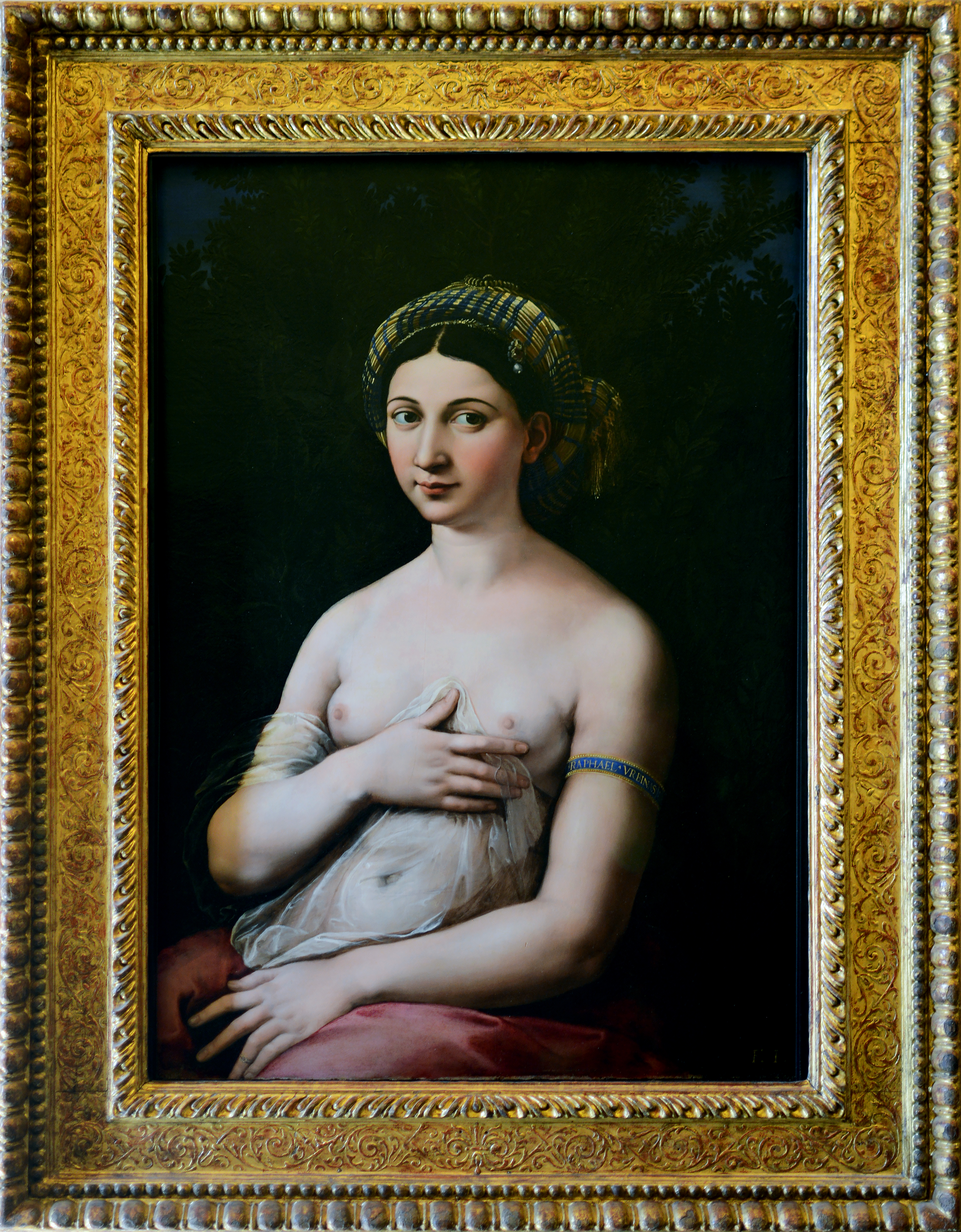
Rafael, La Fornarina